# Följetongsfilm
| Följetongsfilm |
| --- |
| Les Vampires, fransk följetongsfilm från 1915, ursprungligen visad i tio delar. - Betydelse – kapiteluppdelad filmberättelse på biograf - Bakgrund – tidigt 1900-tal - Exempel – 'Les Vampires, Blixt Gordon, Stålmannen - Olika ord – följetongsfilm eller filmföljetong - Relaterade begrepp – följetong, såpopera |

Följetongsfilm eller filmföljetong (engelska: serial film eller movie serial) är en filmad berättelse som del för del (som delar av en följetong) visas på biograf. De olika avsnitten fungerar som kapitel i en skriven berättelse, och kapitelavslutningarna sammanfaller ofta med inledningen av en spännande sekvens i handlingen ("cliffhanger").
Följetongsfilmen var i början av 1900-talet, före televisionens genombrott som underhållningsmedium, en vanlig form av biounderhållning. De olika följetongsavsnitten, som ofta rörde olika typer av äventyrshistorier, var en del av en visning där en långfilm var huvudnumret och nyhetsfilmer fungerade som komplement. 
Berättelseformatet efterliknade den tidigare följetongsberättelsen i tidningar och blev även vanligt i radio (se radioföljetong). Exempel på berättelser och filmfigurer som blev kända via filmföljetonger var Blixt Gordon och Stålmannen, i båda fallen figurer som skapats som seriefigurer (i det senare fallet även tecknad på bioduken). Tidiga franska följetongsfilmer är Louis Feuillades Fantômas, Les Vampires och Judex.
I viss mån har såpoperan fortsatt följetongs(film)ens format in i televisionseran. Under tiden före televisionens genombrott användes begreppet "filmföljetong" ibland som förringande benämning på en underhållande men lättviktig film i allmänhet.

## Senare betydelse
Filmföljetong kan under 2000-talet, när kapitelvisade långfilmer är ovanliga på bio, användas som synonym till filmserie, det vill säga en svit av långfilmer baserade på samma grundhistoria och rollfigurer.